# شهرستان اوواوا
شهرستان اوواوا (به لهستانی: Powiat Oława) یک شهرستان در لهستان است که در استان سیلزی سفلی واقع شده‌است. شهرستان اوواوا ۵۲۳٫۷۳ کیلومتر مربع مساحت و ۷۱٬۱۱۸ نفر جمعیت دارد.